# Tiago Banega
Tiago Nahuel Banega (Concepción del Uruguay, Provincia de Entre Ríos, Argentina; 1 de julio de 1999) es un futbolista argentino. Juega como mediocampista central y su primer equipo fue Defensores de Pronunciamiento. Actualmente milita en Central Norte de Salta de la Primera Nacional.

## Trayectoria
Tiago Banega nació el 1 de julio de 1999 en la ciudad de Concepción del Uruguay, provincia de Entre Ríos. Del pueblo llamado Primero de Mayo comenzó a jugar al fútbol desde muy pequeño. Con solo 14 años, debutó en Defensores del Pronunciamiento, club que militaba en el extinto Torneo del Interior. Un año y medio después se dio el lujo de jugar cuatro partidos en el Torneo Federal A, siempre defendiendo la camiseta del "Depro".
Su destacado rendimiento llamó la atención de Racing, quien decidió traerlo a principios de 2017. Tras una destacada temporada en la Quinta División, en 2018 fue alternando entre Cuarta y la Reserva que por entonces dirigía Juan Ramón Fleita. En la temporada 2018/19 disputó 12 encuentros, mientras que en el último semestre de 2019, con Mauro Gerk como entrenador, jugó ocho partidos. A pesar de que naturalmente es un mediocampista ofensivo, jugó algunos encuentros bajo el mando de Gerk como volante de contención. A partir de que asumió Sebastián Beccacece como entrenador de la Primera de Racing, su preponderancia creció ostensiblemente. Beccacece lo citó para entrenarse junto a los profesionales y lo hizo jugar todo el segundo tiempo como volante interior por la izquierda en un partido de verano ante Paranaense en enero de 2020. En este encuentro, Banega fue vital en la tanda de penales al convertir el gol que le daría la victoria a La Academia ante el equipo brasileño.
Debutó oficialmente ante Atlético Tucumán y frente a Argentinos Juniors anotó su primer gol en un partido correspondiente a la fecha 18 de la Superliga Argentina 2019-20 que terminó empatado 1-1. Volvió a anotar frente a Alianza Lima, en la victoria 2-0 a favor de Racing por la Copa Libertadores 2020. Frente a Vélez Sarsfield anotó el gol que abrió el partido en la derrota 2-1 de Racing por la Copa Diego Armando Maradona 2020.
En junio de 2021 fue cedido a Patronato hasta diciembre de 2022 luego de no entrar en los planes del director técnico de Racing Juan Antonio Pizzi. El 30 de octubre de 2022 fue autor del gol de la victoria frente a Talleres de Córdoba en la final de la Copa Argentina 2022, obteniendo así su primer título en su carrera profesional, tras haber descendido a la Primera B Nacional unos días atrás. 
En agosto de 2023, se fue nuevamente cedido esta vez a Unión de Santa Fe, firmando contrato por 18 meses y opción de compra.

## Estadísticas
- Actualizado al 3 de agosto de 2025

| Club                                    | Div.                | Temporada           | Liga | Liga | Copa Nacional | Copa Nacional | Copa Internacional | Copa Internacional | Total | Total |
| Club                                    | Div.                | Temporada           | PJ   | G    | PJ            | G             | PJ                 | G                  | PJ    | G     |
| --------------------------------------- | ------------------- | ------------------- | ---- | ---- | ------------- | ------------- | ------------------ | ------------------ | ----- | ----- |
| Defensores de Pronunciamiento Argentina | 5.ª                 | 2014                | ?    | 0    | -             | -             | -                  | -                  | ?     | 0     |
| Defensores de Pronunciamiento Argentina | 4.ª                 | 2014                | 0    | 0    | -             | -             | -                  | -                  | 0     | 0     |
| Defensores de Pronunciamiento Argentina | 4.ª                 | 2015                | 2    | 0    | -             | -             | -                  | -                  | 2     | 0     |
| Defensores de Pronunciamiento Argentina | 3.ª                 | 2016                | 0    | 0    | -             | -             | -                  | -                  | 0     | 0     |
| Defensores de Pronunciamiento Argentina | 3.ª                 | 2016/17             | 4    | 0    | -             | -             | -                  | -                  | 4     | 0     |
| Defensores de Pronunciamiento Argentina | Total               | Total               | 6    | 0    | -             | -             | -                  | -                  | 6     | 0     |
| Racing Argentina                        | 1.ª                 | 2019/20             | 4    | 1    | 0             | 0             | -                  | -                  | 4     | 1     |
| Racing Argentina                        | 1.ª                 | 2020                | -    | -    | 7             | 1             | 2                  | 1                  | 9     | 2     |
| Racing Argentina                        | 1.ª                 | 2021                | -    | -    | 0             | 0             | -                  | -                  | 0     | 0     |
| Racing Argentina                        | Total               | Total               | 4    | 1    | 7             | 1             | 2                  | 1                  | 13    | 3     |
| Patronato Argentina                     | 1.ª                 | 2021                | 6    | 0    | -             | -             | -                  | -                  | 6     | 0     |
| Patronato Argentina                     | 1.ª                 | 2022                | 14   | 0    | 13            | 1             | -                  | -                  | 27    | 1     |
| Patronato Argentina                     | Total               | Total               | 20   | 0    | 13            | 1             | -                  | -                  | 33    | 1     |
| Arsenal Argentina                       | 1.ª                 | 2023                | 15   | 1    | 0             | 0             | -                  | -                  | 15    | 1     |
| Arsenal Argentina                       | Total               | Total               | 15   | 1    | 0             | 0             | -                  | -                  | 15    | 1     |
| Unión Argentina                         | 1.ª                 | 2023                | -    | -    | 9             | 0             | -                  | -                  | 9     | 0     |
| Unión Argentina                         | 1.ª                 | 2024                | 2    | 0    | 3             | 0             | -                  | -                  | 5     | 0     |
| Unión Argentina                         | Total               | Total               | 2    | 0    | 12            | 0             | -                  | -                  | 14    | 0     |
| Central Norte (S) Argentina             | 2.ª                 | 2025                | 21   | 0    | 1             | 0             | -                  | -                  | 22    | 0     |
| Central Norte (S) Argentina             | Total               | Total               | 21   | 0    | 1             | 0             | -                  | -                  | 22    | 0     |
| Total en su carrera                     | Total en su carrera | Total en su carrera | 68   | 2    | 33            | 2             | 2                  | 1                  | 103   | 5     |

## Palmarés

### Campeonatos nacionales
| Título         | Club                | País      | Año  |
| -------------- | ------------------- | --------- | ---- |
| Copa Argentina | Patronato de Paraná | Argentina | 2022 |

### Otros logros
| Título               | Club           | País      | Año  |
| -------------------- | -------------- | --------- | ---- |
| Ascenso al Federal B | Defensores (P) | Argentina | 2014 |
| Ascenso al Federal A | Defensores (P) | Argentina | 2015 |